# Dombeya rotundifolia
Dombeya rotundifolia és un arbre caducifoli amb l'escorça profundament clivellada de gris fosca a negrosa, que es troba a l'Àfrica meridional i cap al nord fins a l'Àfrica central i l'est d'Àfrica tropical. Antigament col·locat a les esterculiàcies, aquest grup artificial ha estat abandonat per la majoria dels autors i les seves plantes ara formen part d'una ampliada Malvaceae. És tolerant a la sequera i les gelades. És popular entre els apicultors per la seva alta producció de nèctar que atreu les abelles i papallones. Les seves flors en desplegaments profusos vistosos formen un arbre ornamental molt apreciat. La majoria d'espècies del gènere Dombeya conreades són arbustos amb flors atractives roses o blanques estretament relacionades a D. rotundifolia, com ara Dombeya burgessiae o Dombeya autumnalis; l'última va ser descrita quan el seu hàbit de floració durant l'estiu es va fer aparent.
Els arbres mesuren normalment de 5 a 6 m d'alçada amb un únic tronc ben definit. Creix a sòls profunds, ribes dels rius i llocs rocosos. Les fulles i capolls de flors estan coberts de borrissols estrellats. És una de les primeres espècies a florir a la primavera, sovint amb Erythrina lysistemon. Les flors són abundants i de fragància dolça, normalment blanques però ocasionalment rosa pàl·lides. Fruits petits (3-4 mm de diàmetre), rodons, i inconspicus es formen al centre de pètals persistents cafès i morts. La fusta és gris-blavosa, densa, dura i extremadament resistent, i va ser molt sol·licitada durant l'era de construcció de vagons i carros de ferrocarril.

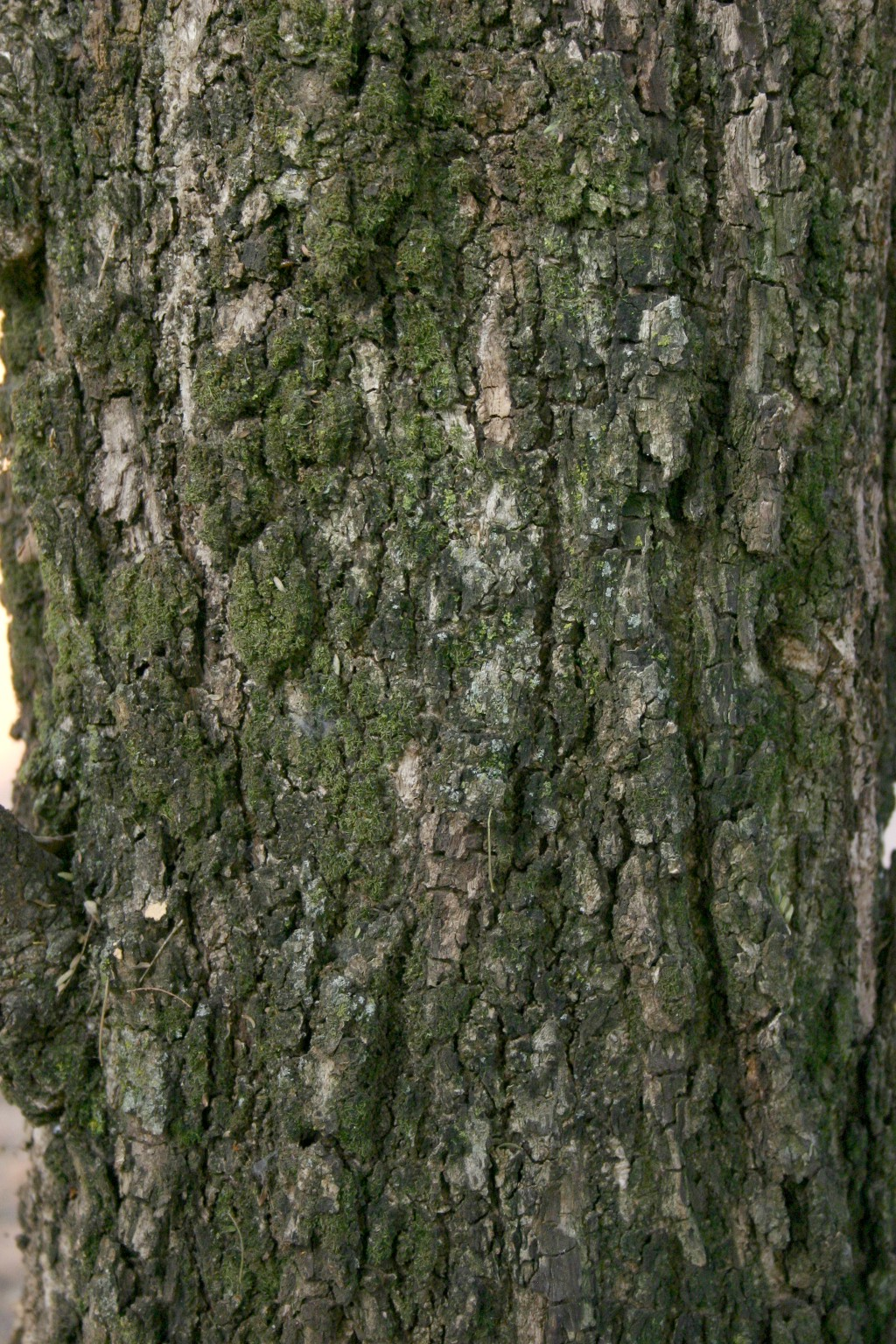
Escorça
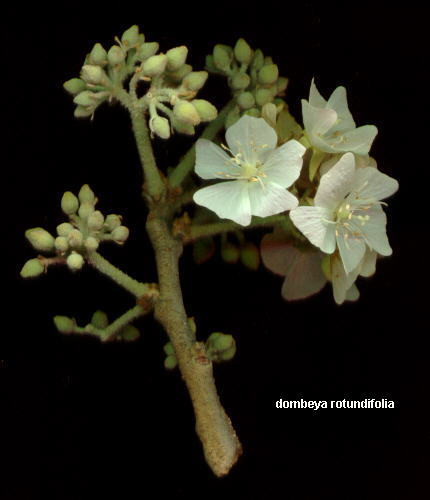
Flors
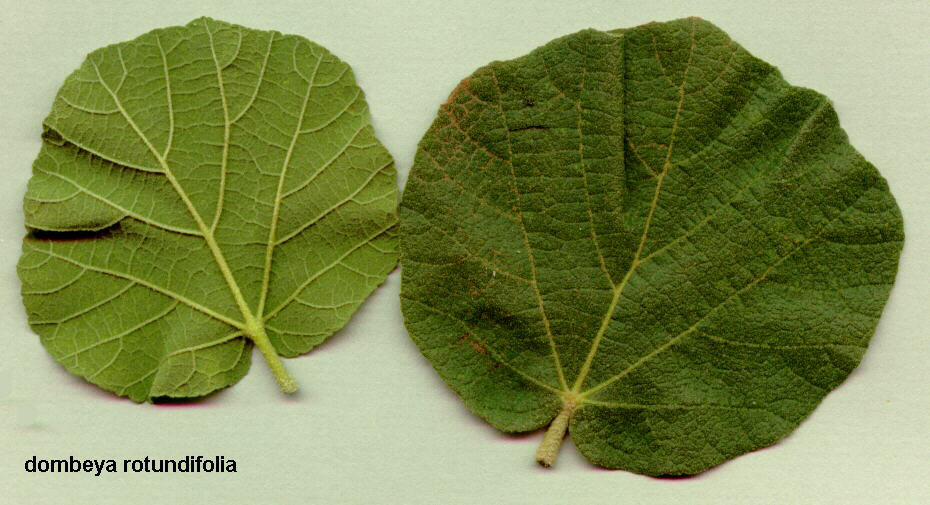
Fulles
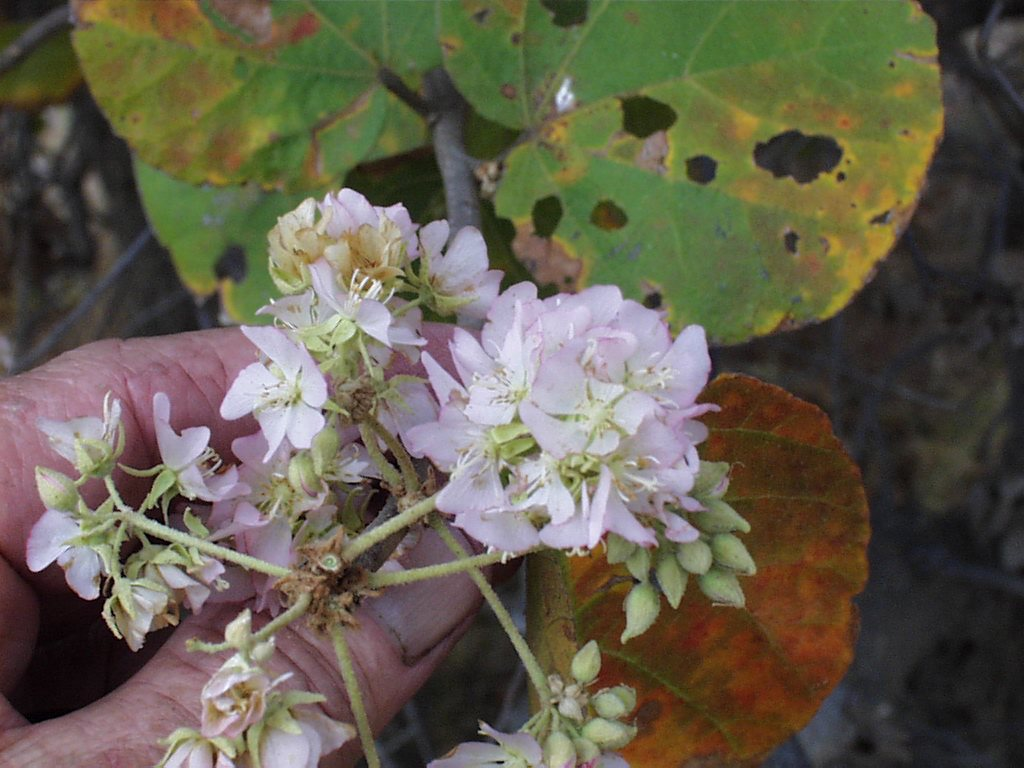
Forma de flors roses